# Casa da Virgem Maria
A Casa da Virgem Maria (em turco:  Meryem Ana ou Meryem Ana Evi - "Casa de Mãe Maria") é um santuário católico e muçulmano localizado no monte Koressos (em turco:  Bülbüldağı - "monte Rouxinol"), próximo da cidade de Éfeso (sete quilômetros de Selçuk, na Turquia).
A casa foi descoberta no século XIX através da descrição obtida através das visões da beata Ana Catarina Emmerich (1774-1824), uma freira católica, que foi publicada como um livro por Clemens Brentano após a sua morte. A Igreja Católica jamais se pronunciou sobre a autenticidade da casa por conta da falta de evidências aceitáveis, mas de toda forma mantém um constante fluxo de peregrinos no local desde a sua descoberta.
Os peregrinos cristãos visitam a casa baseados na crença de que Maria foi levada para esta casa de pedra por São João e ali eles viveram até a Assunção de Maria (de acordo com a doutrina católica) ou até a Dormição (de acordo com a doutrina ortodoxa).
O santuário já recebeu bençãos apostólicas e visitas de diversas papas, a primeira vez do papa Leão XIII em 1896 e a mais recente (2012) em 2006 pelo papa Bento XVI. Ana Catarina foi beatificada pelo papa João Paulo II em 3 de outubro de 2004.
A Casa de Maria é venerada também pelos muçulmanos (vide Virgem Maria no Islã).

## Descrição do local

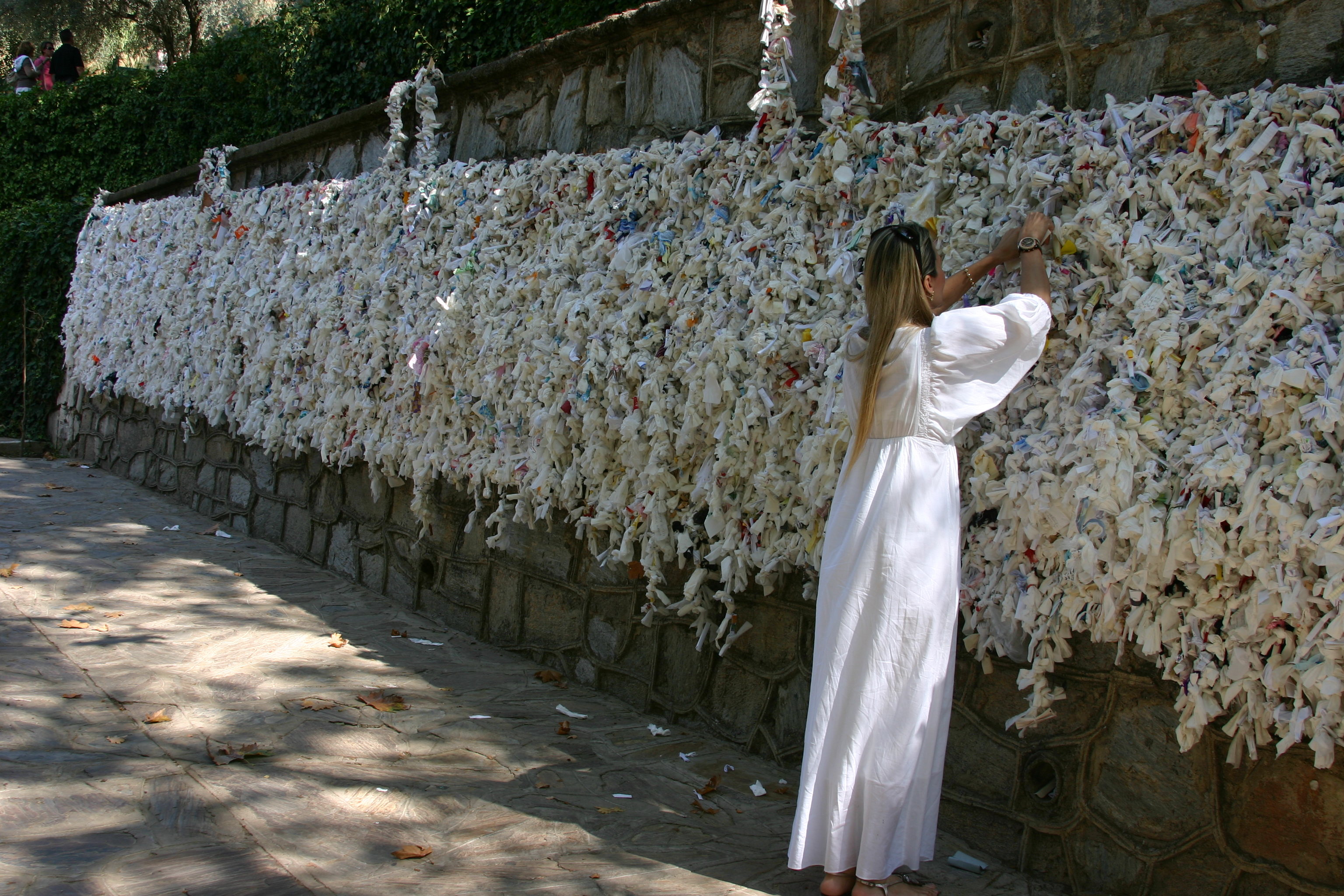
Muro dos Pedidos

O templo em si não é grande e pode ser descrito como uma modesta capela. As pedras preservadas e a construção em si datam da Era Apostólica e são consistentes com outros edifícios da época, mas com pequenas adições posteriores como jardins e itens devocionais no exterior do edifício. Ao entrar na capela, o visitante encontra um único grande recinto com um altar e uma grande estátua da Virgem Maria no centro.
No lado direito está um recinto menor — tradicionalmente associado com o verdadeiro quarto onde Maria dormia. A tradição mariana defende que alguma forma de água corrente costumava correr como um canal nesta sala menor, o "quarto de Maria", e que teria dado origem à atual fonte de água potável localizada do lado de fora da estrutura.
Fora do santuário está localizada um "Muro de Pedidos" que os fiéis utilizam para deixar suas mensagens e pedidos na forma de pequenos bilhetes de papel ou pano. Diversos tipos de flores e frutas crescem no local, que também recebeu iluminação artificial para auxiliar na defesa e no monitoramento do santuário. Uma fonte de água potável existe nas proximidades e alguns fiéis acreditam que a água dali tem poderes milagrosos de cura ou de fertilidade.

## História

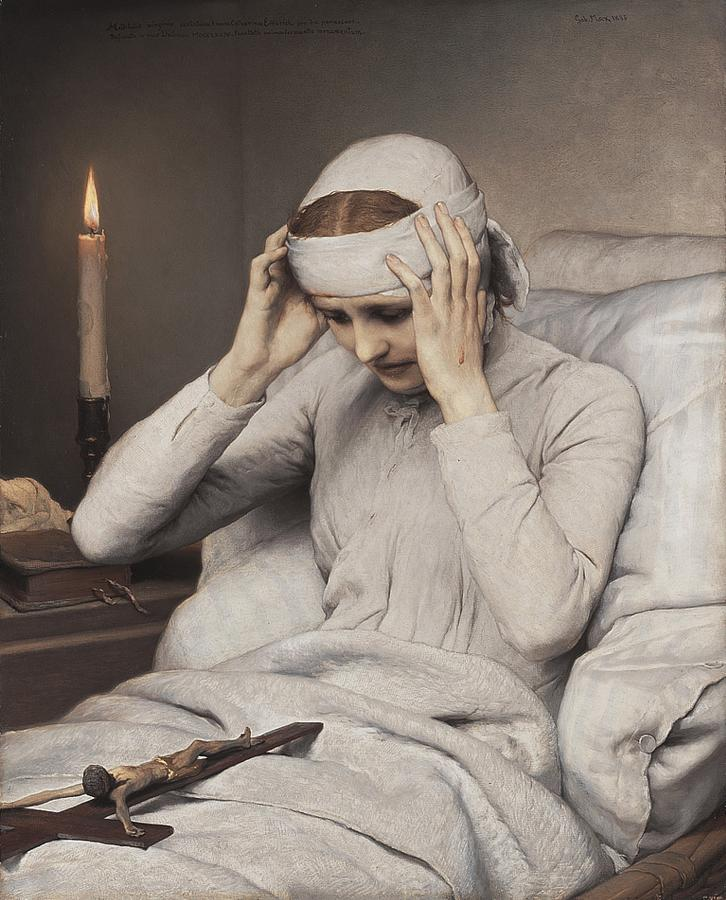
Ana Catarina Emmerich.
1885. Por Gabriel von Max.

No começo do século XIX, Ana Catarina Emmerich, uma freira agostiniana alemã, acamada por enfermidades, relatou uma série de visões da vida de Jesus e detalhes da de Maria. Ela já estava adoentada havia muito tempo na comunidade rural de Dülmen e era reconhecida na Alemanha como uma mística, recebendo visitas de diversas figuras notáveis.
Um destes foi o autor Clemens Brentano que, após uma primeira visita, permaneceu em Dülmen por cinco anos, visitando Emmerich diariamente e transcrevendo suas visões conforme ela as descrevia. Após a morte da freira, Brentano publicou um livro baseado nestes relatos. Uma segunda obra, baseada em suas notas, foi publicado após a sua própria morte.
Um dos relatos de Emmerich era a descrição da casa que o apóstolo João havia construído em Éfeso para Maria, a mãe de Jesus, e onde ela teria vivido até o fim de sua vida. Emmerich providenciou uma série de detalhes sobre a localização da casa e sobre a topografia da região à volta:
| “ | Maria não vivia em Éfeso, mas não região rural nas redondezas… A residência de Maria estava num monte à esquerda da estrada que vinha de Jerusalém, a umas três horas e meia de Éfeso. Este monte se inclina abruptamente em direção a Éfeso; a cidade, conforme nos aproximamos dela pelo sudeste parece estar em terreno em elevação… Caminhos estreitos levam para o sul em direção a um morro no topo do qual está um platô desigual, a uma meia hora de viagem. | ” |
|   | — Ana Catarina Emmerich. |   |

Emmerich também descreveu os detalhes da casa: que ela fora construída com pedras retangulares, que as janelas eram altas, próximas do teto plano, e que ela consistia de duas partes, com uma lareira ao centro. Ela descreveu ainda a localização das portas, o formato da chaminé e diversos outros detalhes.
O livro com estas descrições foi publicado em 1852 em Munique, na Alemanha.

### Descoberta na Turquia

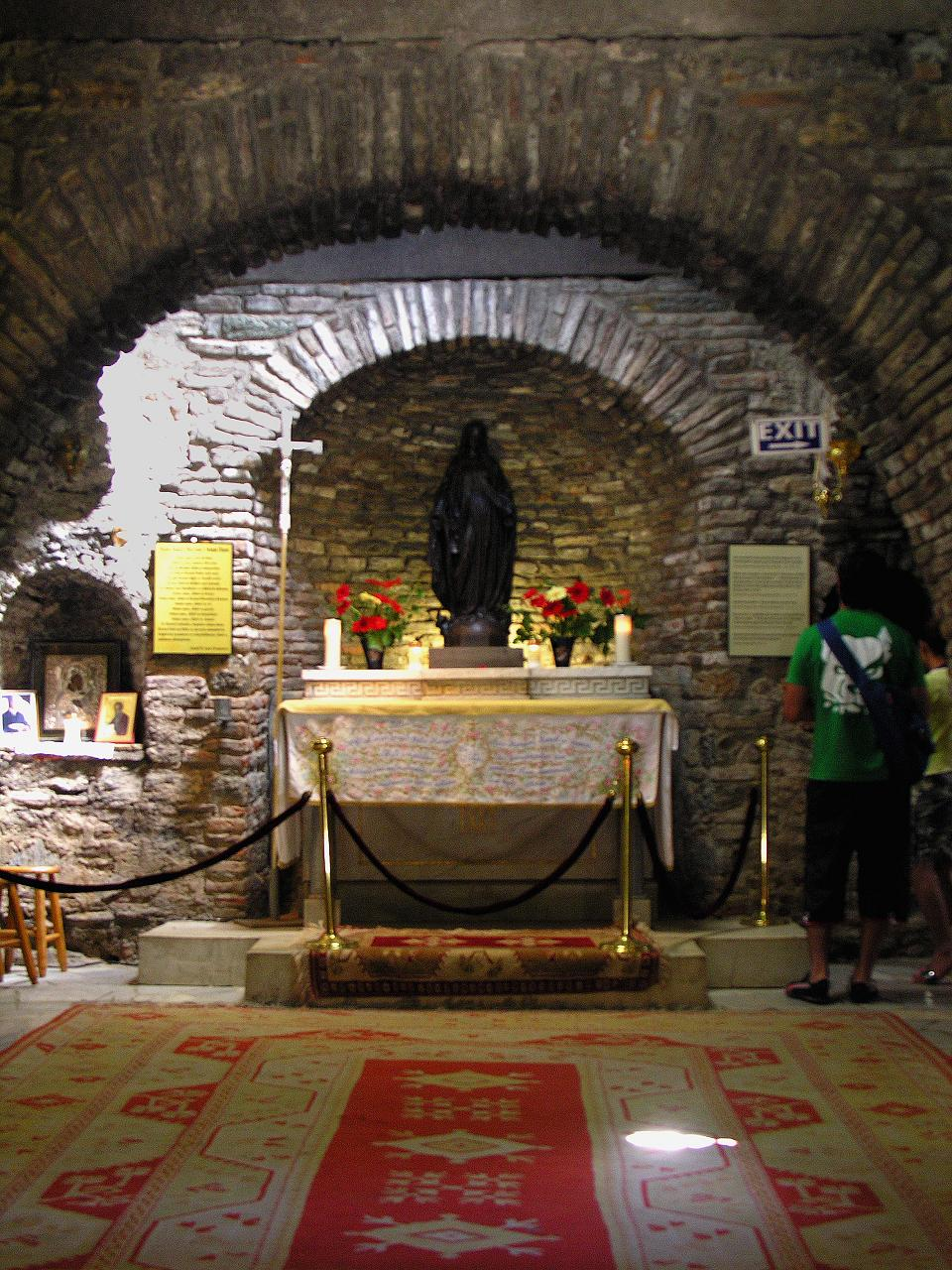
Vista do interior

Em 18 de outubro de 1881, baseando-se nas descrições do livro de Brentano sobre as visões de Emmerich, um padre francês, o abade Julien Gouyet descobriu um pequeno edifício em pedra numa montanha com vista para o mar Egeu e para as ruínas da antiga Éfeso na Turquia. Ele acreditava que era a casa descrita por Emmerich e onde Maria teria vivido seus últimos dias.
A descoberta do abade Gouyet não foi levada a sério por muitas pessoas, mas, dez anos depois, instigado pela irmã Marie de Mandat-Grancey, dois missionários lazaristas, os padres Poulin e Jung, de Izmir (antiga cidade de Esmirna), redescobriram o local em 29 de julho de 1891 utilizando-se da mesma fonte como guia. Eles ficaram sabendo que a pequena ruína com quatro paredes e já sem o teto vinha sendo venerada por um longo tempo pela população de uma pequena e distante vila de descendentes dos cristãos de Éfeso. A casa era chamada de "Panaya Kapulu" ("Portal para a Virgem"). Todos os anos, peregrinos iam até o local no dia 15 de agosto, a data na qual a maior parte do mundo cristão celebra a Dormição/Assunção.
A irmã Marie de Mandat-Grancey foi nomeada a fundadora da Casa de Maria pela Igreja Católica e ficou responsável por adquirir, restaurar e preservar o local e as redondezas de 1891 até a sua morte em 1915. A descoberta reviveu e fortaleceu a tradição cristã, que vinha desde o século XII, chamada "tradição de Éfeso", que competia com a mais antiga "tradição de Jerusalém", sobre o local da Dormição de Maria. Por conta dos relatos do papa Leão XIII em 1896 e de João XXIII em 1961, a Igreja Católica primeiro removeu a indulgência plena da Casa da Dormição em Jerusalém e a concedeu aos peregrinos da Casa de Maria em Éfeso.

## Arqueologia
A porção restaurada da estrutura se distingue dos restos originais por uma linha pintada em vermelho no edifício. Alguns expressaram dúvidas sobre o local, pois a tradição da associação de Maria com Éfeso somente apareceu no século XII, enquanto que a tradição universal entre os padres da Igreja era de que Maria vivera em Jerusalém. Defensores do novo local basearam sua crença na presença da Igreja de Maria, do século V, a primeira basílica do mundo dedicada à Virgem, em Éfeso[carece de fontes?].

## Posição da Igreja Católica
A Igreja Católica jamais se pronunciou sobre a autenticidade da Casa de Maria justamente pela falta de evidências cientificamente aceitáveis. Porém, ela tem demonstrado, principalmente após as bençãos da primeira peregrinação pelo papa Leão XIII em 1896, uma atitude positiva em relação ao local. O papa Pio XII, em 1951, seguindo a definição do dogma da Assunção, do ano anterior, elevou a casa ao status de Local Sagrado, um privilégio que posteriormente foi eternizado pelo papa João XXIII.
Além das visitas papais já citadas, Paulo VI esteve no santuário em 26 de julho de 1967, João Paulo II, em 30 de novembro de 1979, e Bento XVI, em 29 de novembro de 2006.